# Sadzisko
Sadzisko – przysiółek w Polsce położony w województwie łódzkim, w powiecie poddębickim, w gminie Zadzim.
W latach 1975–1998 miejscowość administracyjnie należała do województwa sieradzkiego.